# Parroquia de Webster
La parroquia de Webster (en inglés: Webster Parish), fundada en 1871, es una de las 64 parroquias del estado estadounidense de Luisiana. En el año 2000 tenía una población de 41.831 habitantes con una densidad poblacional de 27 personas por km². La sede de la parroquia es Minden.

## Geografía
Según la Oficina del Censo, la parroquia tiene un área total de 1593 km² (615,1 mi²), de la cual 1542 km² (595,4 mi²) es tierra y 51 km² (19,7 mi²) (3.23%) es agua.

### Parroquias y condados adyacentes
- Condado de Lafayette (Arkansas) - norte
- Condado de Columbia (Arkansas) - noreste
- Parroquia de Claiborne - este
- Parroquia de Bienville - sureste
- Parroquia de Bossier - oeste

## Carreteras
- Interestatal 20
- U.S. Highway 79
- U.S. Highway 80
- U.S. Highway 371
- Carretera Estatal de Luisiana 2

## Demografía
En el 2000 la renta per cápita promedia de la parroquia era de $28,408, y el ingreso promedio para una familia era de $35,119. En 2000 los hombres tenían un ingreso per cápita de $30,343 versus $20,907 para las mujeres. El ingreso per cápita para la parroquia era de $15,203. Alrededor del 20.20% de la población estaba bajo el umbral de pobreza nacional.

## Ciudades y pueblos
| - Cotton Valley - Cullen - Dixie Inn | - Doyline - Dubberly - Heflin | - Minden - Sarepta - Shongaloo | - Sibley - Springhill |